# طوق (حيوانات)

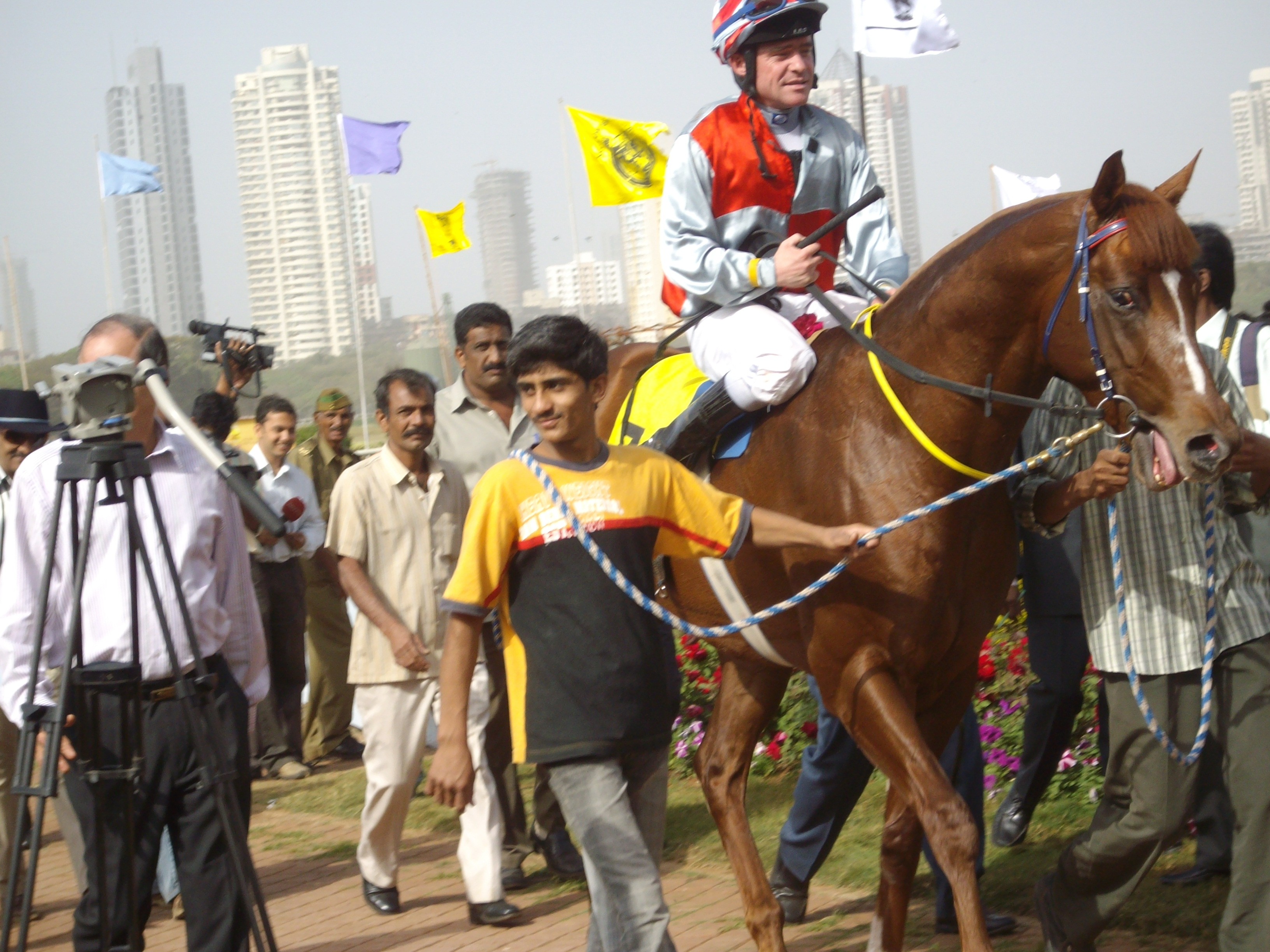
طوق أصفر حول عنق الحصان.

الطوق أو طوق الحيوانات أو الخَضَاض هي قطعة مُساعدة تُربط حول عنق الحيوانات من أجل السيطرة أو التحكم بها، وتختلف أشكالها وأحجامها بحسب الحيوانات، وتُستخدم الأطواق لأغراض كثيرة مثل التدريب والتحكم وللترويض والزينة، ولها أنواع كثيرة منها للحيوانات الأليفة ومنها لمكافحة الأشياء السلبية كالنباح واللعق وهجوم الحشرات عن طريق التقنية المتطوّرة.

## الخضاض في اللغة
ورد في المعجم الوسيط في معاني الخضاض:
الخَضَاضُ : اليسيرُ من الحُلِيّ. ويقال: ما عليها خَضَاضٌ: للعاطل من الحُلِيّ، وقِلاَدة الغَزَال أو السِّنَّوْر وغُلّ الأسير ونحوه.

## معرض الصور

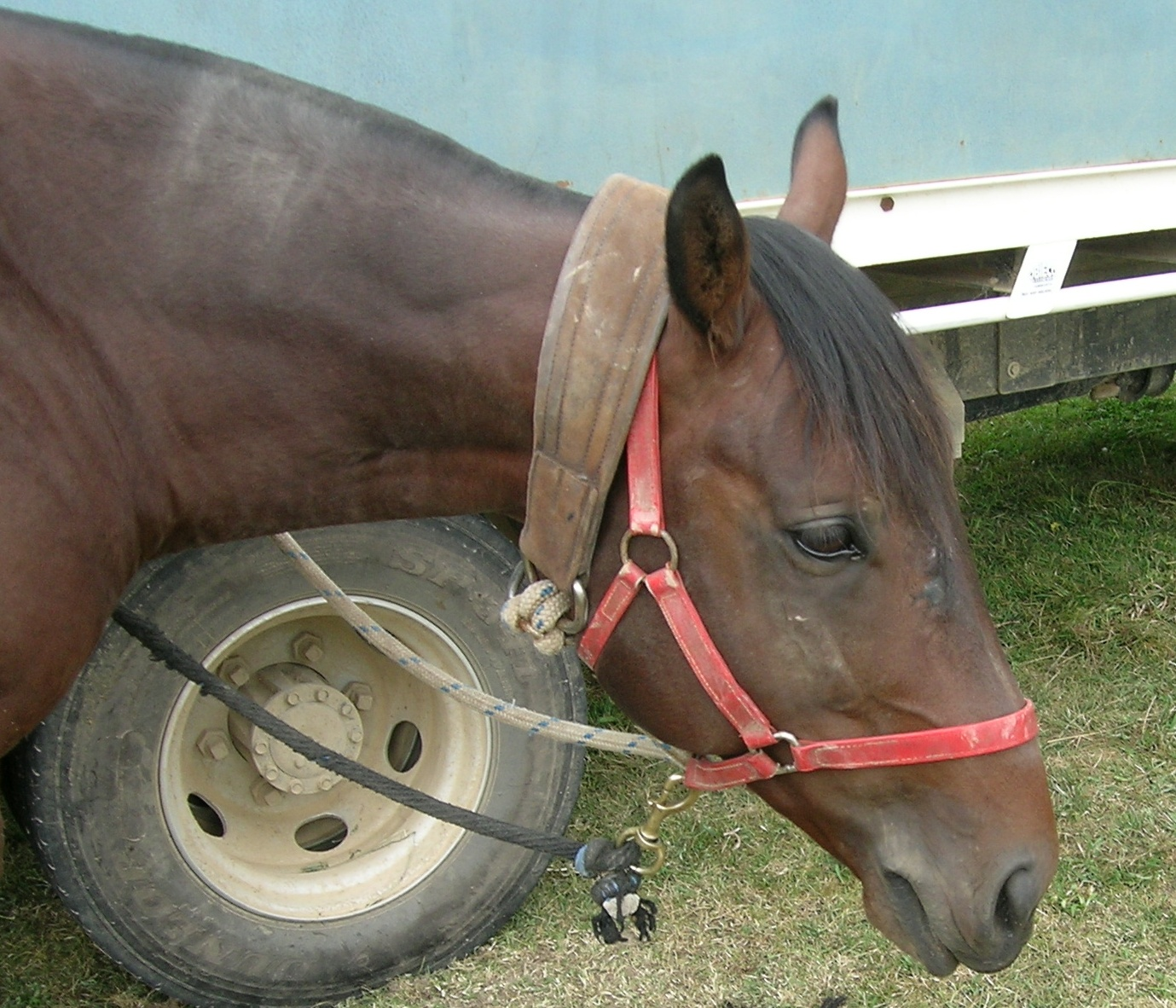
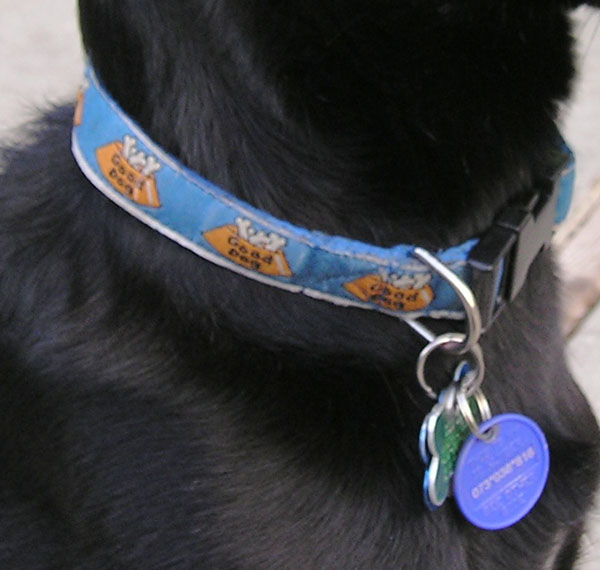
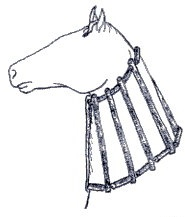